# Max-Schmeling-Halle
Max-Schmeling-Halle è un impianto polivalente situato a Berlino in Germania, intitolato al celebre boxer tedesco Max Schmeling. L'arena è in grado di ospitare da 8861 fino a 12000 persone.
L'edificio è di proprietà della città di Berlino ed è gestita dalla Velomax Berlin Hallenbetriebs GmbH.
A causa della particolare architettura del tetto e della grande facciata nord vetrata con la sporgenza del tetto, l'edificio ha un gusto eccentrico ed è visibile anche oltre i confini della città. È utilizzato per una varietà di eventi importanti come concerti di musica, festival e per eventi sportivi.

## Eventi
- 2002 Finale del Campionato mondiale femminile di pallavolo 2002
- 2019 Finale di CEV Champions League 2018-2019 (femminile)
- 2019 Finale di CEV Champions League 2018-2019 (maschile)